# Nacele

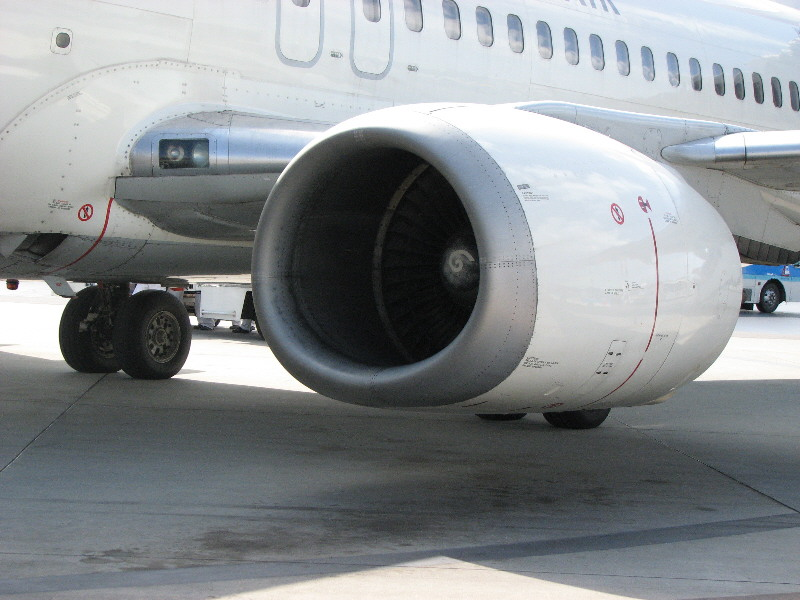
Nacele do motor de um Boeing 737.

Nacele ou nacela é uma designação normalmente dada ao suporte do motor fixado na asa das aeronaves. A nacele pode servir para fixar motores, tanques e armas na asas e/ou na fuselagem. Em alguns casos, como o do avião de caça P-38 Lightning, o próprio cockpit pode ser acomodado em uma nacele. As naceles têm uma segunda função: reduzir o arrasto gerado pelas estruturas do avião, e por isso têm um desenho aerodinâmico.
Nas estruturas eólicas para produção de energia a nacele é a estrutura onde a hélice é fixa e acomoda, normalmente, o gerador. É a peça que fica por trás da hélice, no topo da torre.